# 2011年東レ パン・パシフィック・オープン
2011年東レ　パン・パシフィック・テニス・トーナメント(Toray Pan Pacific Open)は、 日本・東京都の有明コロシアム及び有明テニスの森公園にて、9月26日から10月2日まで開催されたWTAツアープレミアトーナメント大会である。サーフェスは屋外ハードコート。本年で28回目の開催となった。

## シード選手
| 国             | 選手                             | ランク1 | シード |
| -------------- | -------------------------------- | ------- | ------ |
| デンマーク     | キャロライン・ウォズニアッキ     | 1       | 1      |
| ロシア         | マリア・シャラポワ               | 2       | 2      |
| ベラルーシ     | ビクトリア・アザレンカ           | 3       | 3      |
| ロシア         | ベラ・ズボナレワ                 | 4       | 4      |
| チェコ         | ペトラ・クビトバ                 | 6       | 5      |
| オーストラリア | サマンサ・ストーサー             | 7       | 6      |
| フランス       | マリオン・バルトリ               | 10      | 7      |
| セルビア       | エレナ・ヤンコビッチ             | 12      | 8      |
| ポーランド     | アグニエシュカ・ラドワンスカ     | 13      | 9      |
| 中国           | 彭帥                             | 15      | 10     |
| ロシア         | アナスタシア・パブリュチェンコワ | 16      | 11     |
| セルビア       | アナ・イバノビッチ               | 20      | 12     |
| ドイツ         | ユリア・ゲルゲス                 | 21      | 13     |
| スロバキア     | ドミニカ・チブルコバ             | 22      | 14     |
| イタリア       | フラビア・ペンネッタ             | 23      | 15     |
| イスラエル     | シャハー・ピアー                 | 26      | 16     |

- シード順は9月19日付けのランクに基づく.

### 主催者推薦
以下の3名が主催者推薦で出場した。
- 土居美咲
- クリスティーナ・プリスコバ
- ローラ・ロブソン

### 予選勝者
- ジル・クレイバス
- アンゲリク・ケルバー
- マンディ・ミネラ
- カロリナ・プリスコバ
- アグニエシュカ・ラドワンスカ
- アナスタシア・ロディオノワ
- ココ・バンダウェイ
- 瀬間詠里花

### エントリ後に欠場した選手
- 李娜
- セリーナ・ウィリアムズ
- キム・クライシュテルス
- アンドレア・ペトコビッチ
- ザビーネ・リシキ
- フランチェスカ・スキアボーネ
- ロベルタ・ビンチ
- ヤニナ・ウィックマイヤー
- ビーナス・ウィリアムズ

## 優勝

### シングルス
アグニエシュカ・ラドワンスカ def.  ベラ・ズボナレワ, 6–3,  6-2
- ウォズニアッキにとって今シーズン2回目、キャリア通算で6度目のシングルス優勝となった。

### ダブルス
リーゼル・フーバー /  リサ・レイモンド def.  ヒセラ・ドゥルコ /  フラビア・ペンネッタ, 7-6(7-4), 0-6, [10–6]